# Sainte-Foy-Tarentaise
Sainte-Foy-Tarentaise és un municipi francès situat al departament de la Savoia i a la regió d'Alvèrnia-Roine-Alps. L'any 2007 tenia 826 habitants.

## Demografia

### Població
El 2007 la població de fet de Sainte-Foy-Tarentaise era de 826 persones. Hi havia 332 famílies de les quals 113 eren unipersonals (28 homes vivint sols i 85 dones vivint soles), 73 parelles sense fills, 118 parelles amb fills i 28 famílies monoparentals amb fills.
La població ha evolucionat segons el següent gràfic:
Habitants censats

### Habitatges
El 2007 hi havia 1.206 habitatges, 356 eren l'habitatge principal de la família, 777 eren segones residències i 74 estaven desocupats. 839 eren cases i 362 eren apartaments. Dels 356 habitatges principals, 243 estaven ocupats pels seus propietaris, 96 estaven llogats i ocupats pels llogaters i 16 estaven cedits a títol gratuït; 13 tenien una cambra, 65 en tenien dues, 98 en tenien tres, 91 en tenien quatre i 88 en tenien cinc o més. 259 habitatges disposaven pel capbaix d'una plaça de pàrquing. A 162 habitatges hi havia un automòbil i a 158 n'hi havia dos o més.

### Piràmide de població
La piràmide de població per edats i sexe el 2009 era:
| Homes | Edats   | Dones |
| ----- | ------- | ----- |
| 0     | 95 o +  | 0     |
| 4     | 90 a 94 | 0     |
| 8     | 85 a 89 | 12    |
| 8     | 80 a 84 | 4     |
| 20    | 75 a 79 | 20    |
| 8     | 70 a 74 | 28    |
| 12    | 65 a 69 | 8     |
| 20    | 60 a 64 | 28    |
| 8     | 55 a 59 | 4     |
| 32    | 50 a 54 | 24    |
| 36    | 45 a 49 | 12    |
| 32    | 40 a 44 | 20    |
| 20    | 35 a 39 | 36    |
| 32    | 30 a 34 | 36    |
| 32    | 25 a 29 | 28    |
| 0     | 20 a 24 | 24    |
| 20    | 15 a 19 | 4     |
| 20    | 10 a 14 | 28    |
| 12    | 5 a 9   | 24    |
| 16    | 0 a 4   | 20    |

## Economia
El 2007 la població en edat de treballar era de 534 persones, 439 eren actives i 95 eren inactives. De les 439 persones actives 427 estaven ocupades (244 homes i 183 dones) i 12 estaven aturades (6 homes i 6 dones). De les 95 persones inactives 27 estaven jubilades, 30 estaven estudiant i 38 estaven classificades com a «altres inactius».

### Ingressos
El 2009 a Sainte-Foy-Tarentaise hi havia 333 unitats fiscals que integraven 752 persones, la mediana anual d'ingressos fiscals per persona era de 17.315 €.

### Activitats econòmiques
Dels 156 establiments que hi havia el 2007, 1 era d'una empresa extractiva, 2 d'empreses alimentàries, 3 d'empreses de fabricació d'altres productes industrials, 21 d'empreses de construcció, 6 d'empreses de comerç i reparació d'automòbils, 4 d'empreses de transport, 49 d'empreses d'hostatgeria i restauració, 19 d'empreses immobiliàries, 5 d'empreses de serveis, 43 d'entitats de l'administració pública i 3 d'empreses classificades com a «altres activitats de serveis».
Dels 35 establiments de servei als particulars que hi havia el 2009, 1 era una oficina de correu, 2 guixaires pintors, 8 fusteries, 1 lampisteria, 4 electricistes, 13 restaurants, 5 agències immobiliàries i 1 saló de bellesa.
Dels 7 establiments comercials que hi havia el 2009, 1 era una botiga de menys de 120 m², 1 una fleca, 2 llibreries i 3 botigues de material esportiu.
L'any 2000 a Sainte-Foy-Tarentaise hi havia 23 explotacions agrícoles que ocupaven un total de 480 hectàrees.

## Equipaments sanitaris i escolars
El 2009 hi havia una escola elemental.

## Poblacions més properes
El següent diagrama mostra les poblacions més properes.